# Arsen Avakov
Arsen Borisovič Avakov (ukrajinsky Арсен Борисович Аваков, arménsky Արսեն Բորիսի Ավակով, narozen 2. ledna 1964, Baku, Ázerbájdžán SSR, SSSR) — ukrajinský státník a politik arménského původu. Ministr vnitra Ukrajiny v letech 2014–2021.

## Kariéra
Narozen 2. ledna 1964 v Baku v rodině vojáka.
Podle národnosti - arménské. Od roku 1966 trvale pobývá na Ukrajině
Občan Ukrajiny.
V roce 1990 založil Investor JSC. V letech 2005-2010 byl předsedou Charkovské regionální státní správy.
Od podzimu 2011 do prosince 2012 byl v politickém exilu v Itálii kvůli pronásledování na Ukrajině režimem Viktora Janukovyče.
V roce 2012 byl zvolen poslancem lidu Ukrajiny.
Během revoluce v roce 2014 byl jedním z velitelů Euromajdanu.
Dne 27. února 2014 schválila Nejvyšší rada Ukrajiny Arsena Avakova jako ministra vnitra Ukrajiny.
Z iniciativy Avakova byla v roce 2014 vytvořena Národní garda Ukrajiny a dobrovolnické prapory. Umožnily zastavit vojenskou agresi ze strany Ruské federace na východě Ukrajiny.
V noci ze 7. na 8. dubna 2014 vedl Avakov osobně útok na budovu Charkovské oblastní státní správy, které se zmocnili separatisté a ozbrojenci z Ruské federace.
Avakov inicioval snahy ministerstva vnitra zavést biometrické pasy. To byla nezbytná podmínka pro zavedení bezvízového styku Ukrajiny se zeměmi EU.
Avakov bránil v Itálii bojovníka Národní gardy Ukrajiny Vitalije Markiva. Za účasti Avakova soud v Miláně (Itálie) zprostil Markiva obžaloby ze smrti fotoreportéra Andrey Rocchelliho (Itálie) a Andreje Mironova (Ruská federace) ve Slovjansku v květnu 2014.
Avakov byl ministrem vnitra Ukrajiny od 24. února 2014 do 15. července 2021 za dvou prezidentů Ukrajiny: Petra Porošenka a Volodymyra Zelenského, byl členem pěti skladeb Kabinetu ministrů Ukrajiny. To je nejdelší termín na nezávislé Ukrajině.

## Státní vyznamenání
- Zasloužilý ekonom Ukrajiny (22.06.2007)
- Řád za zásluhy, III. stupeň (15.04.2016)
- Řád čestné legie (Francie) (06.09.2022)